# Мой убийца (фильм, 2016)
«Мой убийца» (якут. Сайсары Күөлгэ) — якутский художественный фильм режиссёра Костаса Марсана. Является претендентом на номинацию «Лучший иностранный фильм» кинопремии «Золотой Глобус». Экранизация книги якутского писателя Егора Неймохова «Случай на озере Сайсары», основанной на двух реальных убийствах, произошедших в Якутске в 1976 году и в Оймяконе в 1980 году.
Слоган: «Преступление должно быть раскрыто».

## Сюжет
Оперативник занимается расследованием убийства девушки. Вскоре он находит подозреваемого, который признаётся в совершённом преступлении. Дело закрыто, однако следователь замечает нестыковки в расследовании и решает подробнее разобраться в этом деле.

## Производство
По словам автора идеи и продюсера — Марианны Сиэгэн, фильм является самым дорогим в истории независимого кино республики на 2016 год.

## Фестивали и награды
- Участник внеконкурсной программы «Новое российское кино» XXXVIII Московского международного кинофестиваля, г. Москва, РФ 2016 г.
- Гран-при в номинации «Лучший фильм» IV международного якутского кинофестиваля, г. Якутск, 2016 г.
- Лучшая женская роль Галина Тихонова IV международного якутского кинофестиваля, г. Якутск, 2016 г.
- Участник конкурсной программы"II-Asian World Film Festival" г. Лос-Анджелес США 2016 г.
- Лучший режиссёр Костас Марсан XV международный кинофестиваль «Дух Огня» г. Ханты Мансийск, 2017 г.
- Лучшая мужская роль Вячеслав Лавернов XV международный кинофестиваль «Дух Огня» г. Ханты Мансийск, 2017 г.
- Лучшая мужская роль Вячеслав Лавернов VIII онлайн-кинофестиваль «ДУБЛЬ ДВ@» 2017 г.
- Специальный приз жюри XIX Международного фестиваля детективных фильмов, г. Москва, 2017 г.
- Участник конкурсной программы Фестиваля российских фильмов «Спутник над Польшей», г. Варшава, 2017 г.